# Níðhöggr

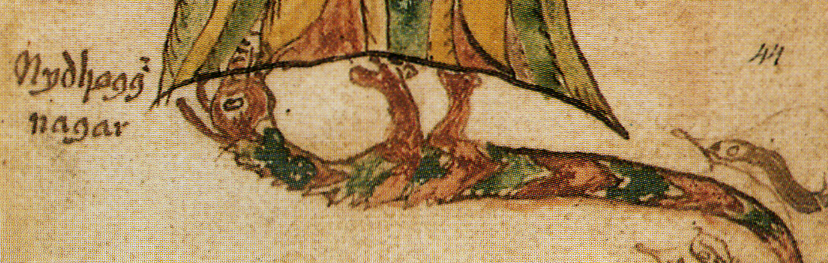
Níðhöggr, detail z islandského rukopisu (17. století)

Níðhöggr  je v severské mytologii had či drak okusující kořeny světového stromu Yggdrasilu. Jeho jméno se skládá ze staroseverských slov níð označujícího zbabělost, zženštilost či odsuzované sexuální chování – především pasivní homosexuální styk, a höggr „ránu uštědřující“.
| Veverka Ratatosk ve větvích jasanu bez klidu běhá. Slova orla seshora nese netvoru Nidhöggovi. (...) Jasan Yggdrasil zlý osud snáší, trpčí, než tuší lidé: jelen korunu hlodá, kořeny Nidhögg drtí a ze strany trouchniví trup. |
| Píseň o Grímnim, Poetická Edda |

Podle díla Gylfiho oblouznění z Prozaické Eddy Níðhöggr ohlodává v Niflheimu u studny Hvergelmi jeden ze tří kořenů Yggdrasilu. Taktéž se zde uvádí, že veverka Ratatosk předává nevraživá slova mezi ním a orlem žijícím v koruně stromu, a vyjmenovává další hady, kteří s ním obývají studnu Hvergelmi. Ve Vědmině písni se objevuje pasáž kterou lze chápat tak že se krmí těly vrahů, křivopřísežníků a těch co svedli ženy svých blízkých. Na úplném konci básně je Níðhöggr zmiňován ještě jednou:
| Drak zdola přilétá z Nidských plání, temný pluje nad propastmi, na křídlech má mrtvá těla netvor Nidhögg. V nic propadá se. |
| Vědmina píseň, Poetická Edda                                                                                                |

Podle Johna Lindowa, odborníka na středověkou Skandinávii, tato poslední sloka Vědminy písně následující po popisu konce světa a následného obrození sloužit jako efektivní zakončení přednesu básně a vyvolání v posluchačích pocit brzkého Ragnaröku. V každém případě však byl Níðhöggr symbolem chaosu a přicházejícího konce světa. Indoevropisté Georges Dumézil a Ake V. Ström přirovnali Níðhögga k védskému Ahi Budhnjáovi „hadu hlubin“, kterého zase spojili se světovým stromem Nyagrodha. Filolog Eleazar Meletinskij považuje  Níðhögga za ekvivalent Jörmunganda, přičemž první figuruje ve vertikálním pojetí severské kosmologie, zatímco druhý v horizontálním.